# Heteropelma savaiiense
Heteropelma savaiiense är en stekelart som först beskrevs av David Timmins Fullaway 1940. 
Heteropelma savaiiense ingår i släktet Heteropelma och familjen brokparasitsteklar. Inga underarter finns listade i Catalogue of Life.